# Tecla Insolia

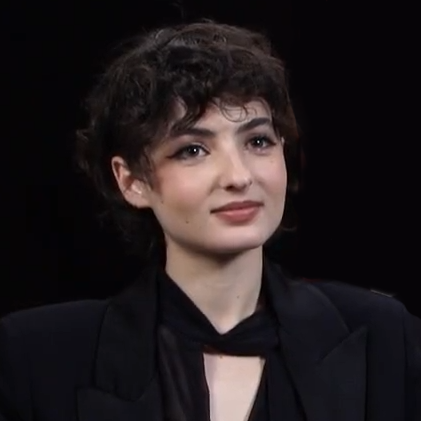
Tecla Insolia, 2025

Tecla Insolia (* 13. Januar 2004 in Varese), auch bekannt als Tecla, ist eine italienische Popsängerin und Schauspielerin.

## Werdegang
Ursprünglich aus der Lombardei, zog Insolias Familie mit ihr nach Piombino in der Toskana, wo sie aufwuchs. Immer schon gesangsbegeistert, nahm sie 2016 mit Erfolg an der Fernsehshow Pequeños gigantes auf Canale 5 teil. 2018 war sie als Schauspielerin in der Fernsehserie L’allieva auf Rai 1 zu sehen. 2019 nahm sie an der zweiten Staffel der Castingshow Sanremo Young teil, die sie mit dem Lied 8 marzo gewann. Damit qualifizierte sie sich für die Newcomer-Kategorie des Sanremo-Festivals 2020, wo sie den zweiten Platz hinter Leo Gassmann belegte und mit dem Pressepreis sowie dem Sonderpreis für die beste Interpretation ausgezeichnet wurde.
2020 übernahm Insolia eine Rolle in der Fernsehserie Vite in fuga, wieder auf Rai 1. 2021 veröffentlichte sie das Lied L’urlo di Munch und trat als junge Nada Malanima in der Filmbiografie La bambina che non voleva cantare in Erscheinung.

## Diskografie
Singles

| Jahr | Titel Album | Höchstplatzierung, Gesamtwochen, AuszeichnungChartsChartplatzierungen (Jahr, Titel, Album, Platzierungen, Wochen, Auszeichnungen, Anmerkungen) | Anmerkungen     |
| Jahr | Titel Album | IT | Anmerkungen     |
| ---- | ----------- | --- | --------------- |
| 2020 | 8 marzo –   | IT89 (1 Wo.)IT | erschienen 2019 |

- L’urlo di Munch (2021)

## Belege
1. ↑  Federica D’Amato: Tecla Insolia finalista di Sanremo Giovani 2020. Chi è, biografia e canzoni. In: Money.it. 7. Februar 2020, abgerufen am 6. März 2021 (italienisch).
2. ↑  Archivio classifiche Top Singoli. FIMI, abgerufen am 6. März 2021 (italienisch).

| Personendaten    | Personendaten                               |
| ---------------- | ------------------------------------------- |
| NAME             | Insolia, Tecla                              |
| ALTERNATIVNAMEN  | Tecla                                       |
| KURZBESCHREIBUNG | italienische Popsängerin und Schauspielerin |
| GEBURTSDATUM     | 13. Januar 2004                             |
| GEBURTSORT       | Varese                                      |